# رونالد جونسون
رونالد هارولد جونسون (بالإنجليزية: Ron Johnson)‏ (من مواليد 8 أبريل عام 1955) سياسي ويشغل منصب عضو مجلس الشيوخ الأمريكي عن ولاية ويسكونسن. وهو عضو في الحزب الجمهوري. انتُخب جونسون لعضوية مجلس الشيوخ الأمريكي لأول مرة في عام 2010 بعد هزيمته للمرشح الديموقراطي، روس فينغولد، وأُعيد انتخابه في عام 2016 بعد هزيمته لفينغولد مرة أخرى. قبل انتخابه لمجلس الشيوخ، شغل جونسون منصب الرئيس التنفيذي لشركة باكيور محدودة المسؤولية لصناعة البوليستر والبلاستيك. 

## أولى سنوات حياته وتعليمه
وُلد رونالد جونسون في مدينة مانكاتو بولاية مينيسوتا الأمريكية، لجانيت إليزابيث (جانيت ثيسيوس قبل الزواج) وديل روبرت جونسون. تعود أصول والد رونالد إلى النرويج، أما والدته فأصولها ألمانية. عمل جونسون، خلال فترة نشأته، بتسليم الصحف، وفي حمل ونقل المضارب في ملعبٍ للغولف، وعمل أيضًأ كجامع قش في مزرعة ألبان خاصة بعمه، وفي غسل الأطباق في أحد المطاعم. التحق جونسون بجامعة مينيسوتا، في الفترة التي كان يعمل فيها بدوام كامل، وتخرج منها عام 1977 بدرجة البكالوريوس في الأعمال والمحاسبة. استمر جونسون بتعليمه بعد الجامعي حتى عام 1979 دون أن يحصل على أي درجة جامعية إضافية. 

## حياته المهنية
انتقل جونسون في عام 1979 إلى ولاية ويسكونسون مع زوجته جين، وبدأ بعدها الزوجان العمل مع شقيق جين، بات كيرلر، في شركة باكيور المتخصصة في صناعة الأغطية البلاستيكية. اقتُبس اسم الشركة بالكامل من اسم صاحبها «بات كيرلر». أنشأ كيرلر الشركة بتمويل من والده، ووالد جين، هوارد كيرلر. عُين هوارد كيرلر، في عام 1978، رئيسًا تنفيذيًا لشركة بيميس العملاقة المتخصصة بصناعة البلاستيك، وخلال السنوات الأولى من انطلاقتها، كانت شركة بيميس العميل الوحيد لشركة باكيور. 
عمل جونسون، لمدة عام واحد تقريبًا، كمحاسب ومشغل آلة في شركة باكيور، وتبادل فيها نوبات عمل، مدتها 12 ساعة، مع صهره الذي تناوب معه أيضًا على النوم على سرير صغير. توسعت الشركة لاحقًا لتشمل تغليف الأجهزة الطبية، الأمر الذي استدعى توظيف مندوبي مبيعاتٍ وتصدير المنتجات إلى بلدان أخرى. ترك بات كيرلر، في منتصف ثمانينيات القرن العشرين، شركة باكيور، وأصبح بذلك رونالد جونسون الرئيس التنفيذي للشركة. في عام 1987، باعت عائلة كيرلر شركة باكيور لشركة بواتر محدودة المسؤولية مقابل 18 مليون دولار، واستمر رونالد جونسون بعمله في منصب الرئيس التنفيذي للشركة حتى بعد بيعها. اشترى جونسون في عام 1997 شركة باكيور من بواتر، وظل الرئيس التنفيذي لها حتى عام 2010، وذلك عند انتخابه لعضوية مجلس الشيوخ الأمريكي. 

## مجلس الشيوخ الأمريكي

### انتخابات عام 2010
كانت حملة رونالد جونسون الانتخابية لمجلس الشيوخ الأمريكي عام 2010 أول حملة له لشغل منصب انتخابي. وُصف جونسون بأنه «ذو صفحة سياسية بيضاء» لعدم مشاركته بأي حملة انتخابية سابقة، ولعدم توليه لأي منصب سياسي سابق. جذب جونسون، بعد إلقائه لخطابين مؤثرين في مسيرات حركة حزب الشاي، انتباه مؤيدي الحزب والقائمين عليه. قال جونسون، وفقًا لصحيفة نيويورك تايمز، بأنه قد «سطع نجمه – إلى حد ما – في حركة حزب الشاي»، ويسعده التعاون معه. على أي حال، لم ينضم رونالد جونسون إلى حركة حزب الشاي بعد انتخابه لعضوية مجلس الشيوخ الأمريكي. 